# Flóris Korb
Flóris Nándor Korb (* 7. April 1860 in Kecskemét, Kaisertum Österreich; † 16. September 1930 in Budapest) war ein ungarischer Architekt.

## Leben
Korb machte 1879 einen Abschluss an der Berliner Bauakademie und arbeitete dann für vierzehn Jahre im Büro des Budapester Architekten Alajos Hauszmann. Hier war er maßgeblich an der Planung großer Projekte wie dem Hauptstädtischen Gerichtshof und dem Budapester Verwaltungsgebäude der New York Life beteiligt. Bei Hauszmann lernte er auch Kálmán Giergl kennen, mit dem er 1893 das gemeinsame Büro Giergl & Korb eröffnete, aus dem zahlreiche große Bauten hervorgegangen sind. Als wichtigstes Projekt der Architektensozietät gilt der Neubau für die Budapester Musikakademie, realisiert aus einem gewonnenen Architektenwettbewerb. Andere bedeutende Bauten befinden sich in Debrecen, Kecskemét, Klausenburg und Szeged. Nach 1900 arbeitete Korb teilweise selbständig. Seine Bauten zeigen sowohl Stilformen des Historismus, später auch Teil- bzw. Einheitsformen der Secession. Korb war Mitglied im Königlichen Institut Britischer Architekten (RIBA) und wurde 1924 mit dem Greguss-Preis geehrt.

## Werk
Auswahl an Entwürfen und Bauten; in der Regel in Zusammenarbeit mit K. Giergl, wenn nicht anders angegeben.  

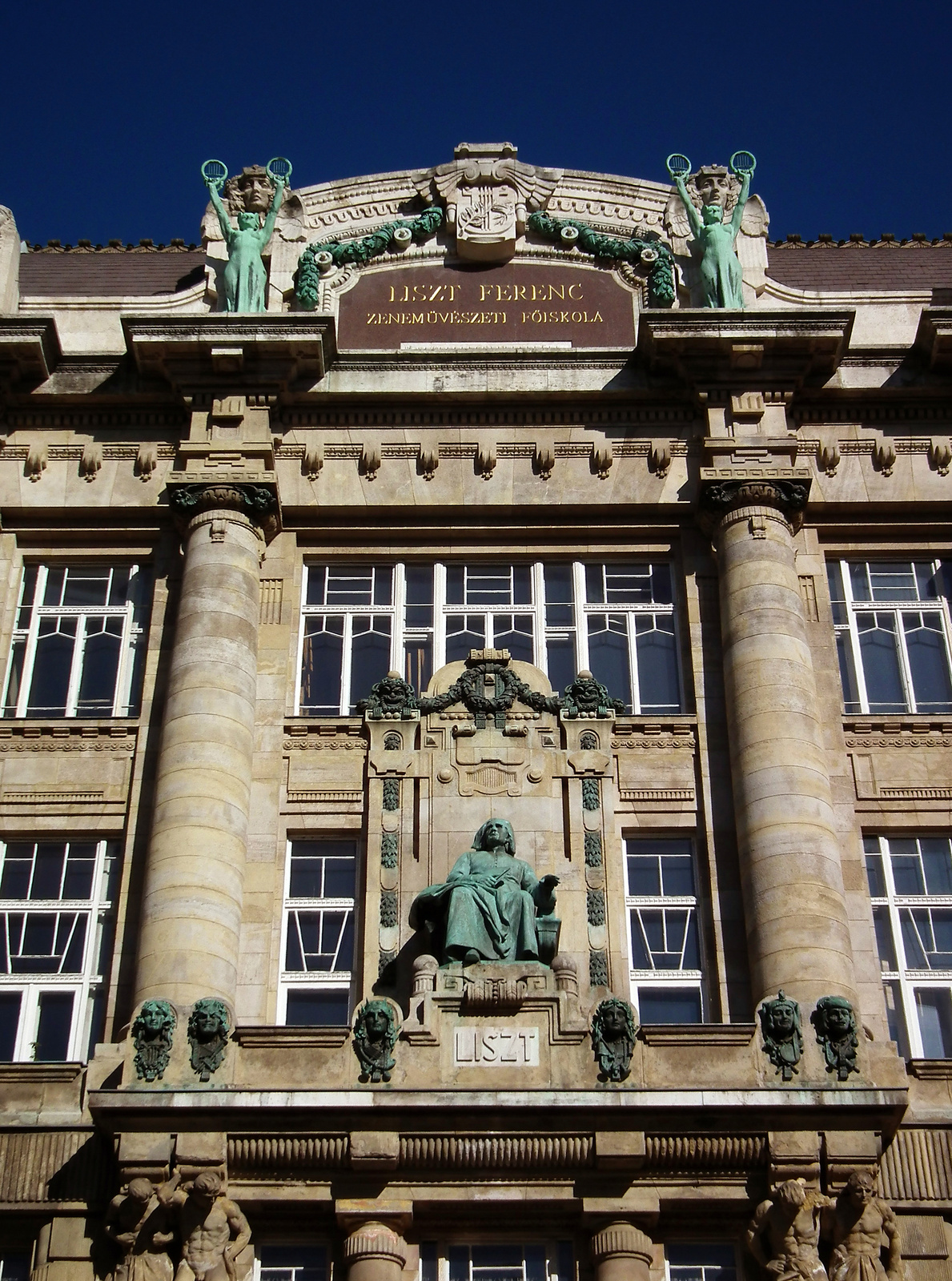
Fassadendetail der Musikakademie

- 1899–1902: Klothilden-Paläste, Budapest
- 1903–1904: Zielinski Wasserturm, Szeged
- 1904–1907: Franz-Liszt-Musikakademie, Budapest
- 1904–1909: Universitätsbibliothek Cluj-Napoca, Klausenburg
- 1907–1909: Klinikgebäude der Semmelweis-Universität, Budapest
- 1909–1912: Genossenschaftliche Gewerbe- und Handelskreditbank (heute: Pressehaus), Kecskemét
- 1914–1930:  Universität Debrecen, Debrecen